# Сал Ракели
Сал Рейчъл (на английски: Sal Rachele), известен в България с името Сал Ракели, е американски писател, учител, лечител, свещеник, духовен съветник, лечител на времевата линия, музикант и звукозаписен артист, автор на книги. Сал Ракели е уфолог и конспиративен теоретик.
Сал Ракели е роден в Солт Лейк Сити. От 1991 г. е министрант в Антиохийската църква, свещеник, член в братството на „Ордена на Мелхиседек“. През 1997 г. Сал Ракели придобива бакалавърска степен по компютърни науки. Рейки майстор е от 2005 г. Преподава на работни срещи и семинари за човешкия потенциал в няколко страни. Занимава се е медитативни техники, упражнения по йога, за съзнателно дишане и пречистване на тялото и ума. През 80-те години на XX век той извършва обширна работа, като комбинира в работата си ръководени от него медитации, оригинална пиано музика и прави психически консултации. Той записва няколко касети и един компактдиск с оригиналните си класически мелодии в стил ню ейдж, последната от които е наречена „Ангелски танц“. Той работи с хипнотерапевт през 1980 г., за да създаде поредица от касети, наречена „Леонард“ за самохипноза и самоусъвършенстване.

## Издания

### На английски език
- Rachele, Sal. Earth Changes and 2012: Messages From the Founders by Sal Rachele.   Living Awareness Productions, 2008. ISBN 0964053519. с. 338.
- Rachele, Sal. Life on the Cutting Edge.   Living Awareness Productions, 1994. ISBN 0964053500. с. 336.
- Rachele, Sal. Earth Awakens: Prophecy 2012 – 2030.   Living Awareness Productions, 2011. ISBN 0578091577. с. 338.
- Rachele, Sal. Soul Integration.   Living Awareness Productions, 2013. ISBN 0578122715. с. 338.
- Rachele, Sal. The real History of Earth.   Living Awareness Productions, 2018. ISBN 0578164302. с. 352.

### На немски език
- Rachele, Sal. Erdveranderungen 2012.   Books on Demand, 2018. ISBN 383919024X. с. 352.

### На български език
- Ракели, Сал. Земята се пробужда. Пророчества 2012 – 2030.   София, Възнесение, 2012. ISBN 9789549291629. с. 525.
- Ракели, Сал. 2012: Измененията на Земята и бъдещето на човечеството.   София, Възнесение, 2012. ISBN 9789549291612. с. 390.
- Ракели, Сал. Мистерията на времето.   София, Възнесение, 2018. ISBN 9789549291605. с. 390.
- Ракели, Сал. Тайните на неограничената енергия.   София, Възнесение, 2018. ISBN 9786199108505. с. 304.
- Ракели, Сал. Живот на предела.   София, Възнесение, 2013. ISBN 978-954-92916-3-6. с. 580.
- Ракели, Сал. Интегриране на душата.   София, Възнесение, 2013. ISBN 9789549291643. с. 380.
- Ракели, Сал. Истинската история на Земята.   София, Възнесение, 2015. ISBN 9789549291681. с. 381.

### Компакт дискове
- Nature's Paradise ‎(1985)[4]
- Infinite Peace ‎(1987)[4]
- Jewels of Illumination (2008)[5]
- Soul's Dream[6]

### Електронни книги
- Rachele, Sal. Earth Awakens.   Light Technology Publishing, 2020. с. 2 MB.